# Tanisha Harper
Tanisha Harper (Tokyo, 18 settembre 1981) è un'attrice, modella e conduttrice televisiva statunitense.
È famosa per il ruolo di Jordan Ashford in General Hospital.

## Biografia
Tanisha Harper nasce a Tokyo in giappone il 18 settembre 1981.

### Carriera
Harper fa la sua prima apparizione in tv nel 2005 interpretando una modella in una puntata della soap opera Beautiful. Ritorna nella soap nel 2010 interpretando ancora una modella in un episodio. Nel 2006 fa il suo debutto al cinema interpretando il ruolo di Stacey nel film Something New. Nel 2008 appare nel film Non mi scaricare. Nel corso della sua carriera, Harper appare come guest star in Dear White People, Hacks e Dollface. Nel 2022 entra nel cast della soap opera General Hospital nel ruolo di Jordan Ashford in sostituzione di Vinessa Antoine.

## Filmografia

### Cinema
- Something New (2006)
- Non mi scaricare (2008)

### Televisione
- Beautiful - soap opera, 2 episodi (2005, 2010)
- Nick Swardson's Pretend Time - serie TV, 2 episodi (2010)
- In the Flow with Affion Crockett - serie TV (2011)
- Dear White People - serie TV, 1 episodio (2018)
- Hacks - serie TV, 1 episodio (2021)
- Dollface - serie TV, 1 episodio (2022)
- General Hospital - soap opera (2022-in corso)